# Топич, Миленко
Миленко Топич (серб. Миленко Топић, Milenko Topić; род. 6 марта 1969, Панчево, Югославия) — югославский и сербский баскетболист, чемпион мира (1998), чемпион Европы (1997), серебряный призёр Олимпийских игр 1996 года в составе национальный сборной.

## Достижения
В составе сборной
- Серебряный призёр Олимпийских Игр 1996
- Чемпион мира 1998
- Чемпион Европы 1997
- Бронзовый призёр чемпионата Европы 1999

Клубные
- Победитель Кубка Сапорты (1):

2002 — в составе «Монтепаски Сиена»
- Чемпион Югославии (3):

1998 — в составе «Црвена звезды»
2000, 2001 — в составе «Будучности»
- Победитель Кубка Югославии (1):

2001 — в составе «Будучности»
Личные
- Самый ценный игрок чемпионата Югославии (1):

2000 — в составе «Будучности»